# 海灣航空
海灣航空（阿拉伯語：طيران الخليج；英語：Gulf Air）是屬於中東國家巴林的國家航空公司，總部設於巴林首都麥納瑪，主要樞紐機場是巴林國際機場。
雖然海灣航空並沒有加入任何航空公司聯盟，但它的航線也屬「寰宇一家」的計分制中，並與各航空聯盟的航空公司有合作伙伴關係，共同提供代碼共享及聯程航班。

## 歷史

### 初期
40年代末期，英國籍機師法蘭迪‧波斯窩夫（Freddie Bosworth）開始了來往卡塔爾多哈與沙特阿拉伯宰赫蘭之間的空中出租車服務，並於1950年3月24日擴張服務，及把之登記名字為「海灣民航」（Gulf Aviation ）私人股份公司，初期的機隊是由7架Avro Anson、3架德哈維蘭DH.86B飛機組成。
1951年10月，英國海外航空（BOAC）持有海灣民航22%的股份，成為了最大股東。1970年4月，海灣民航開辦了往倫敦的航線，同時也因為英國海外航空的介紹，令新型飛機得以加入海灣民航的機隊。

### 轉捩點

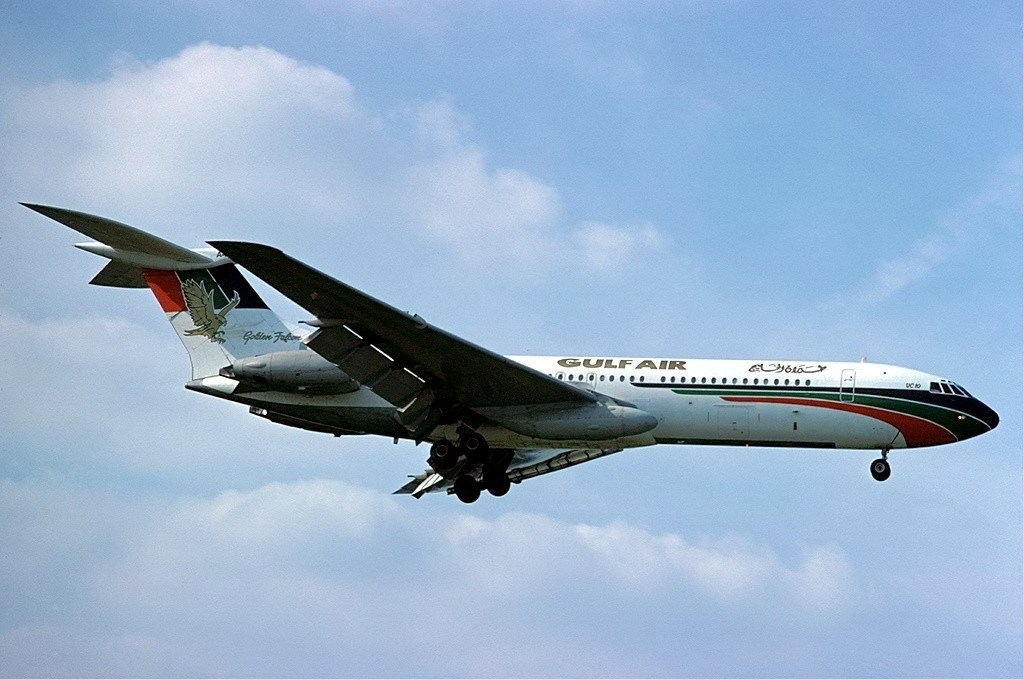
1977年，一架VC-10型客機準備降落倫敦希斯路機場

1973年，四個位於波斯灣上的國家政府（巴林、卡塔爾、阿布扎比酋長國、阿曼）購入英國海外航空持有的海灣民航股份。1974年1月起，該四國政府分別佔有 25% 海灣民航股份，並同時更改為現有的名字–Gulf Air，成為該四個國家的國家航空公司；翌年（1975年）成立全資附屬公司海灣直升機服務公司（Gulf Helicopters）。
1976年，隨著波音737及三星客機加入機隊，海灣航空擴展了其網絡，開辦了的航點有：安曼、阿姆斯特丹、雅典、巴格達、曼谷、貝魯特、開羅、可倫坡、德里、達卡、香港、吉達、喀土穆、拉那卡、馬尼拉、巴黎、拉斯海瑪及萨那。

### 增長期

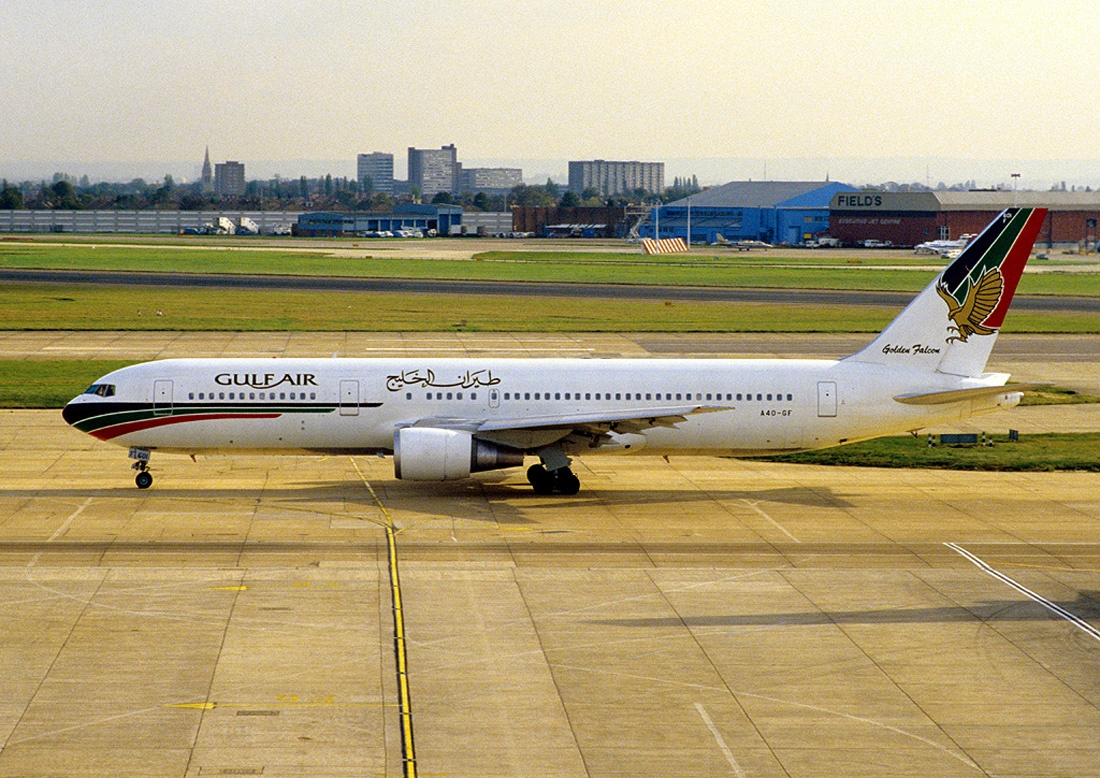
波音公司製造的第一架767-300ER最初服役於海灣航空

80年代，海灣航空的客量出現增長。1981年，海灣航空成為國際航空運輸協會的成員，並於1982年成為首班降落於利雅得的國際航班。1988年，波音767加入機隊，開展了法蘭克福、伊斯坦堡、大馬士革、達累斯薩拉姆、富吉拉、內羅畢航點，同時恢復巴格達及設拉子的服務。
1990年，海灣航空成立40周年，空中服務員於同年起更換全新由巴黎世家設計，淺藍色制服，並開辦了新加坡、悉尼、特里凡得琅的航線，更成為了首間直飛澳洲的阿拉伯航空公司。至於墨爾本、約翰尼斯堡航線則於1992年開辦，同樣也是首間直航至該兩個航點的阿拉伯航空公司。1993年，海灣航空在卡塔爾設立了一個模擬飛機駕駛中心，同年也繼續增加航點，包括：卡薩布蘭卡、恩德培、雅加達、乞力馬扎羅、羅馬、晨奈、萨那、蘇黎世。
1994年5月，海灣航空接收其首架空中巴士A340-300客機。1998年，海灣航空在往新加坡和澳洲的航班上實施禁煙，並於較後時間擴展至全線航班。1999年，接收了首2架空中巴士A330-200客機（全批共6架），更換了空中服務員制服，及開辦3個位於巴基斯坦的新航點：伊斯蘭堡、拉合爾、白沙瓦。

### 21世紀
2000年6月，海灣航空接收餘下4架A330客機，並開始了往米蘭的服務。2002年5月，詹姆斯‧可根（James Hogan）成為海灣航空的主席及行政總裁，同時啟動一個為期3年的重組及復甦計劃，以扭轉盈利急劇下跌及日益增加的負債而帶來的負面影響；同年12月18日，海灣航空董事局經過會議商討後，一致批准這個計劃實行，而卡塔尔政府亦於同月退出持有海灣航空。
2003年海灣航空開始更換機隊顏色，並於6月1日成立附屬子公司海灣旅遊。11月23日，增設每日直航雅典及每日經新加坡往返悉尼的航班，也成為格蘭披治巴林大賽獎的贊助商至2010年。
2004年，增設伦敦往返杜拜及马斯喀特，及每日來往阿布扎比與拉斯海玛的服務。同年錄得的客量為750萬人次，也繼續贊助巴林大獎賽。

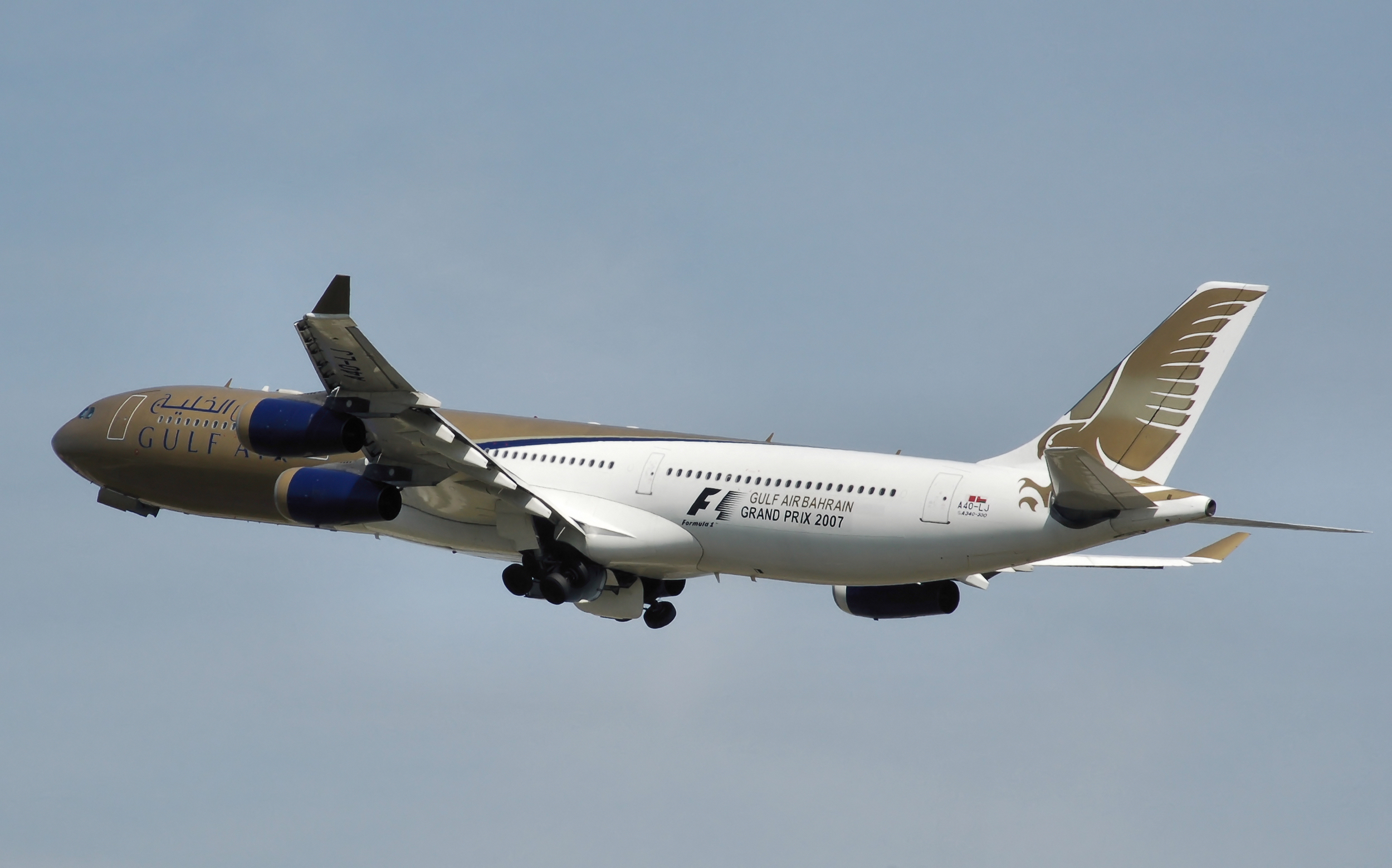
一架A340-300客機正在起飛，起落架正在收起

2006年4月27日，巴林和泰国政府簽署了一份雙邊航空運輸協議，容許兩國之間的航班數目不受限制。巴林往返曼谷的航班，可由每周7班增加至14班。10月1日，詹姆斯‧可根辭去主席及行政總裁一職，並轉任阿聯酋聯合航空，其職位由艾哈迈德‧阿勒哈馬迪（Ahmed Al Hammadi）臨時接任，直至2007年4月1日安格‧多斯（André Dosé，瑞士國際航空及十字航空前行政總裁）上任為止。數日後，他公布了一項總值8.25億美元的重組架構計劃，包括：
1. 所有航班一律改為由巴林出發或抵達
2. 取消都柏林、雅加達、新加坡、香港、悉尼、約翰尼斯堡航點
3. 把餘下的波音767及空中客车A340客機全數退役
4. 於2009年把A321及A330客機投入服務
5. 裁減人手

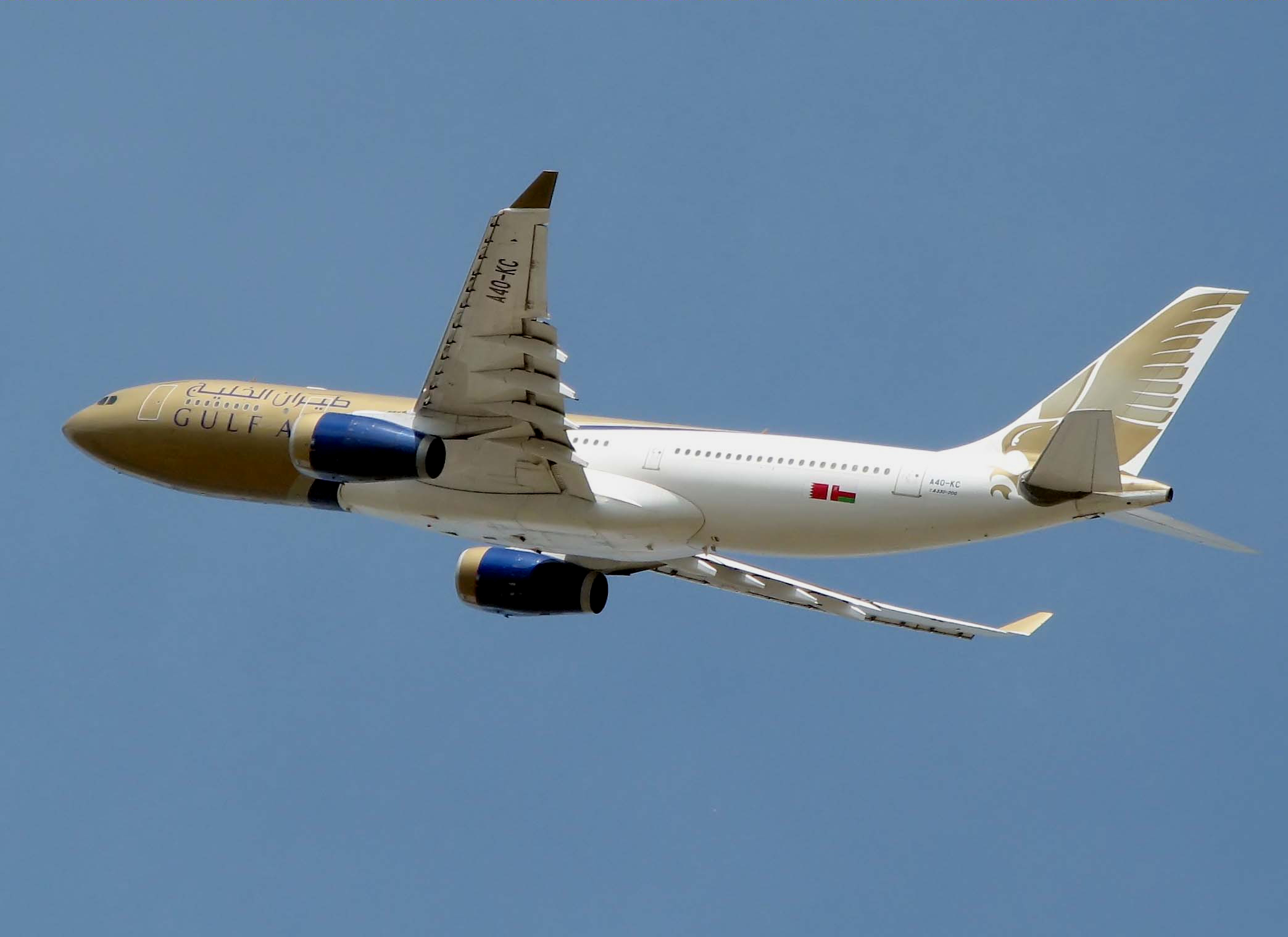
A330-200客機

2007年5月6日，阿曼政府放棄持有的海灣航空朌份，海灣航空變成由巴林政府全資擁有。同年7月23日，安格‧多斯辭去職務，由莊‧納夫（Bjorn Naf）及克里斯托弗·凯恩（Christopher Cain）接任。11月6日，加開第3班往倫敦的直航航班。
2008年，海灣航空訂購了16架波音787、15架A320及16架A330，以更新機隊。6月16日，開辦往上海的服務，7月1日開辦往海德拉巴的服務。最後一架767客機於2008年5月29日執行往都柏林的航班，翌日抵達都柏林後正式宣告退役。
2008年7月3日，海灣航空成為英國昆士柏流浪足球會的指定贊助商。

### 2009年：脫胎換骨
2009年3月，海灣航空與捷特航空簽訂了為期42月的協議，向對方租賃4架波音777-300ER客機，首6個月為濕租（即飛機及機組人員一併租賃），之後的36個月改由海灣航空的機組人員服務。但此項協議已於同年5月終止，有關飛機於同年9月起退還予捷特航空。同年停辦3個印度航點：班加罗尔、加尔各答、海德拉巴。5月開辦夏季航班往亞歷山卓、阿勒颇及塞拉莱。
2009年6月15日的巴黎航空展上，海灣航空訂購了20架配勞斯萊斯特倫特700ER發動機的A330客機，於2012年起投入服務。同年6月尾，原任行政總裁邦昂·納夫（Bjorn Naf）離任，其位置由森瑪·馬祖里（Samer Majali，前皇家約旦航空行政總裁）接管，於8月1日履新。9月1日，恢復巴格达航線服務，納杰夫航線於9月26日恢復，10月26日新增阿尔贝拉航線。
海灣航空正計劃出售其中5架A340客機，另外4架租賃予其他航空公司；其中2架（A9C-LB、A9C-LC）已出售作後備零件之用。

### 2010年代：公司重組
2010年3月1日，海灣航空引入新的「金獵鷹」（Gold Falcon）座艙，提升服務水平。新座艙將配備平臥式睡床座椅。
2011年，因應阿拉伯之春運動，海灣航空曾暫停飛往伊朗、伊拉克和黎巴嫩的航班。原定於2012年11月恢復飛往伊朗，但由於未能獲得伊朗當局批准而取消，直至2014年3月恢復。 
2012年11月，海灣航空最後一架空中巴士A340-300客機退役。2012年11月底，海灣航空宣布董事會接受了行政總裁薩默·馬賈利的辭呈。  2013年3月，該航空公司宣布，作為重組計畫的一部分，將裁減15%的員工，並停飛四條宇能獲利的航線。  馬希爾·薩爾曼·阿爾·穆薩拉姆（Maher Salman Al Musallam）曾擔任海灣航空的代理行政總裁，直至2016年5月正式上任，並於2017年6月辭職，其任期內將海灣航空的債務減少了88%，並因此被受讚賞。 2017年11月12日，海灣航空任命前克羅地亞航空行政總裁克雷希米爾·庫奇科（Krešimir Kučko）為新任行政總裁。

## 現役機隊
截至2025年5月，機隊如下：

## 享有「代碼共享」的航空公司
- 愛琴海航空
- 美國航空
- 孟加拉航空
- 國泰航空
- 埃及航空
- 以色列航空
- 阿聯酋航空
- 埃塞俄比亞航空
- 阿提哈德航空
- 荷蘭皇家航空
- 科威特航空
- 中东航空
- 阿曼航空
- 菲律賓航空
- 卡塔爾航空
- 皇家約旦航空
- 摩洛哥皇家航空
- 沙地阿拉伯航空
- 新加坡航空
- 香料航空
- 斯里蘭卡航空
- 泰國國際航空
- 土耳其航空

## 附屬公司
- 海灣貨運航空

### 海灣旅行者（Gulf Traveller）
海灣航空旗下的全經濟客艙服務品牌，已於2007年4月停止服務。

## 合作伙伴
- 海灣航空酒店服務 （页面存档备份，存于）
- 海灣航空轎車服務 （页面存档备份，存于）

## 意外及事故
- 1983年9月23日，一架波音737-2P6客機（編號：A4O-BK）飛行771號班機，從卡拉奇飛往阿布達比途中，一枚炸彈爆炸，全機墜毀在捷貝爾‧埃里附近一處沙漠，機上107乘客及5名機員全部死亡[16]。
- 2000年8月23日，海灣航空72號班機空難，一架A320-212客機（編號A4O-EK），在巴林國際機場降落失敗兩次後，重飛時失控墜毀於離機場北面約2公里的海中，機上143人全部死亡[17]。

## 外部連結
- 海灣航空官方網站 （页面存档备份，存于）
- 海灣航空旅遊網
- Gulf Life–機內航班雜誌 （页面存档备份，存于）